# Jean-Louis Prieur
Pour les articles homonymes, voir Prieur (homonymie).
Jean-Louis Prieur, dit « le jeune », né en 1759 à Paris, guillotiné dans la même ville, en place de Grève, le 7 mai 1795, est un peintre et un dessinateur français. Juré au tribunal révolutionnaire, il est exécuté avec Fouquier-Tinville.

## Biographie
Fils du sculpteur, ciseleur, dessinateur et graveur Jean Louis Prieur dit Prieur l'Aîné (1732-1795), figure du néoclassicisme français, il est influencé par Cochin et Moreau le Jeune.
S'enthousiasmant pour les idées nouvelles, il réalise plus de soixante dessins, ou « Tableaux historiques », sur les épisodes de la Révolution, qu'il s'agisse de la prise de la Bastille ou de la journée du 10 août 1792, conservés au Musée Carnavalet.
Membre de la section du Faubourg-Poissonnière, il devient juré au tribunal révolutionnaire en septembre 1793.
Arrêté après l'insurrection du 12 germinal an III, jugé avec Fouquier-Tinville, il est guillotiné le 18 floréal an III (7 mai 1795), le lendemain de la mort de son père.
Il aurait servi de modèle au personnage de Gamelin dans Les dieux ont soif d'Anatole France.
L'une des salles du musée de la Révolution française porte le nom de Jean-Louis Prieur.